# Cap Levillain
Le cap Levillain est un cap australien situé au nord-est de l'île Dirk Hartog, une île de l'océan Indien qui ferme la baie Shark, un vaste golfe sur la côte ouest de l'Australie-Occidentale. Appelé Cape Levillain en anglais, il a été formellement nommé par l'expédition vers les Terres Australes du Français Nicolas Baudin en l'honneur de Stanislas Levillain participant de ce voyage d'exploration scientifique du début du XIXe siècle.